# Василь Сухомлинський (монета)
«Васи́ль Сухомли́нський» — ювілейна монета номіналом 2 гривні, випущена Національним банком України, присвячена 85-річчю від дня народження українського педагога, заслуженого вчителя УРСР, лауреата Державної премії УРСР Василя Олександровича Сухомлинського (28.09.1918 — 02.09.1970). Автор багатьох наукових праць, книг (у тому числі «Серце віддаю дітям»), художніх творів для дітей, він все життя присвятив дітям, 33 роки пропрацювавши директором Павлиської середньої школи на Кіровоградщині, виховуючи громадянську гідність, віру в добру основу в людині, любов до рідної землі.
Монету введено в обіг 30 вересня 2003 року. Вона належить до серії «Видатні особистості України».

## Опис монети та характеристики
| Номінал грн. | Метал      | Маса, г | Діаметр, мм | Якість виготовлення | Гурт     | Тираж, штук |
| ------------ | ---------- | ------- | ----------- | ------------------- | -------- | ----------- |
| 2            | нейзильбер | 12,8    | 31,0        | звичайна            | рифлений | 30 000      |

### Аверс
На аверсі монети зображено горизонтальну композицію, основою якої є книги — праці Сухомлинського та діти, які відпочивають та займаються суспільно-корисною працею, угорі — малий Державний Герб України (ліворуч), напис «УКРАЇНА» та логотип Монетного двору Національного банку України, у нижній частині монетного поля — рік карбування монети «2003» та позначення номіналу «2 ГРИВНІ».

### Реверс
На реверсі монети зображено портрет Василя Сухомлинського, ліворуч вертикально розміщено ручку з пером та роки життя «1918—1970», праворуч півколом напис «В. О. СУХОМЛИНСЬКИЙ».

## Автори
- Художник — Корень Лариса.

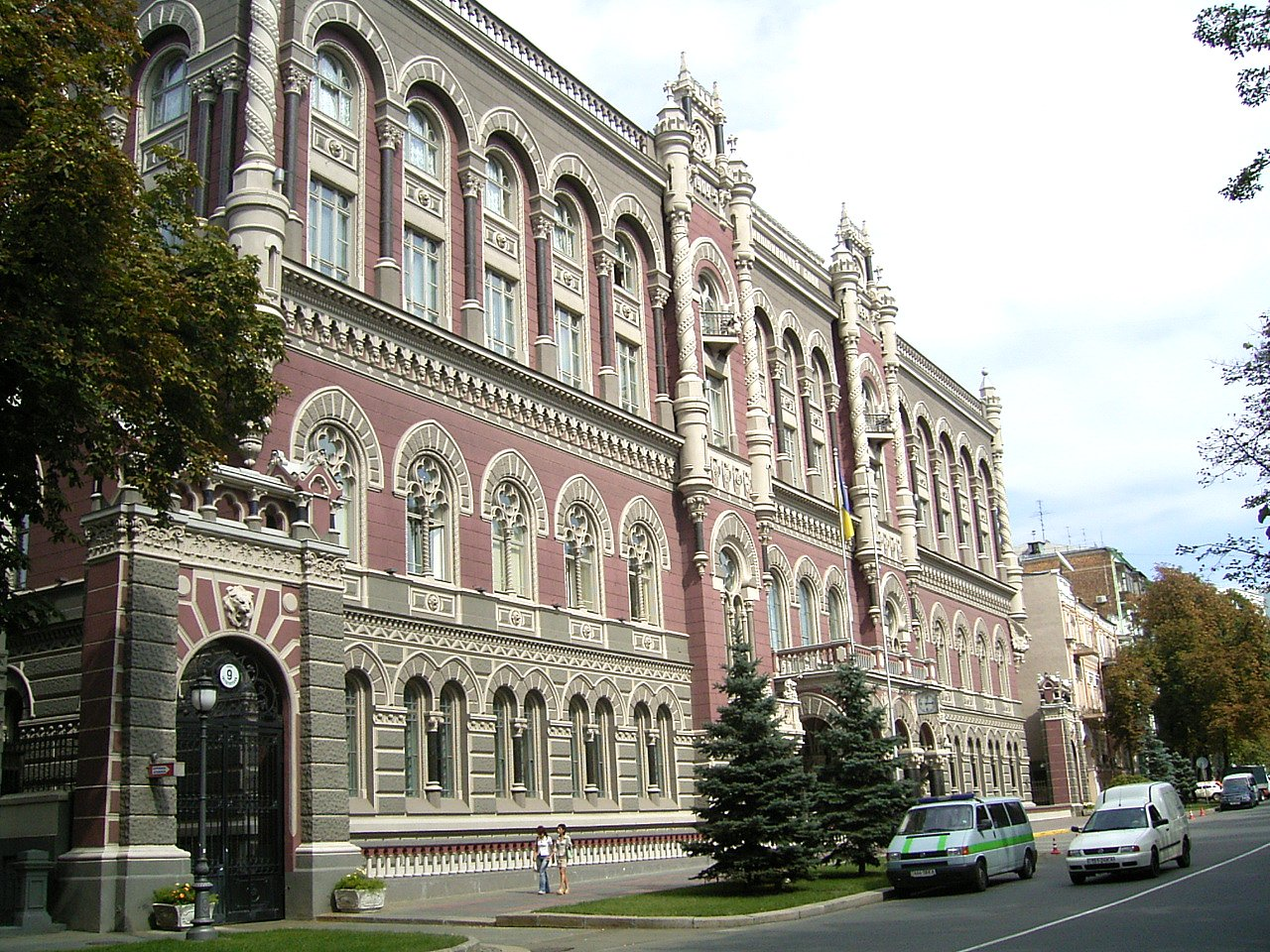
Будівля Національного банку України

- Скульптори: Іваненко Святослав, Дем'яненко Володимир.

## Вартість монети
Під час введення монети в обіг 2003 року, Національний банк України розповсюджував монету через свої філії за номінальною вартістю — 2 гривні.
Фактична приблизна вартість монети з роками змінювалася так:
| Рік        | 2010 | 2011 | 2012 | 2013 | 2014 | 2015 | 2016 | 2017 | 2018 | 2019 | 2020 | 2021 | 2022 | 2023 | 2024 | 2025 |
| ---------- | ---- | ---- | ---- | ---- | ---- | ---- | ---- | ---- | ---- | ---- | ---- | ---- | ---- | ---- | ---- | ---- |
| Ціна, грн. | 25   | 40   | 40   | 45   | 55   | 75   | 130  | 140  | 190  | 180  | 160  | 150  | 160  | 270  | 400  | 380  |